# Science Based Targets initiative
Science Based Targets initiative (SBTi) – międzynarodowa inicjatywa wspierająca przedsiębiorstwa w wyznaczaniu celów redukcji emisji gazów cieplarnianych zgodnie z aktualną wiedzą naukową i celami Porozumienia paryskiego. Powstała w 2015 roku jako wspólny projekt czterech organizacji: CDP, UN Global Compact, World Resources Institute (WRI) oraz World Wide Fund for Nature (WWF).
Celem inicjatywy jest umożliwienie przedsiębiorstwom wyznaczania celów dekarbonizacji, które są „naukowo uzasadnione”, czyli zgodne z najnowszymi modelami klimatycznymi i progami wzrostu temperatury (1,5 °C lub poniżej 2 °C względem epoki przedprzemysłowej). SBTi dostarcza metodologię i kryteria oceny oraz przeprowadza weryfikację zgłaszanych celów redukcji emisji.
Inicjatywa odgrywa kluczową rolę w integracji kwestii klimatycznych z zarządzaniem korporacyjnym oraz z raportowaniem zgodnym z ESG. Uznanie SBTi wzrosło zwłaszcza po przyjęciu przez wiele firm obowiązków sprawozdawczych związanych z CSRD oraz Europejskimi Standardami Raportowania Zrównoważonego Rozwoju (ESRS).
Do końca 2024 roku prawie 10 000 przedsiębiorstw na świecie złożyło deklaracje o wyznaczeniu lub realizacji celów SBTi, w tym wiele spółek notowanych na giełdach oraz instytucji finansowych. W Polsce do inicjatywy przystąpiły m.in. Grupa Żywiec, Orange Polska, BNP Paribas Bank Polska czy Żabka Group.
Inicjatywa SBTi spotkała się również z krytyką – dotyczy ona głównie transparentności procesu zatwierdzania celów, kosztów udziału oraz różnic w podejściu do sektorów wysokoemisyjnych. W 2024 r. SBTi zapowiedziała zmiany w modelu zarządzania i oceny, w tym m.in. bardziej rygorystyczne podejście do emisji zakresu 3 (Scope 3).